# Vasîleakî, Semenivka
Vasîleakî (în ucraineană Василяки) este un sat în comuna Puzîri din raionul Semenivka, regiunea Poltava, Ucraina.

## Demografie
Componența lingvistică a localității Vasîleakî
     Ucraineană (100%)
Conform recensământului din 2001, toată populația localității Vasîleakî era vorbitoare de ucraineană (100%).